# Stewart Downing
Stewart Downing  (Middlesbrough, 1984. július 22.) angol válogatott labdarúgó, jelenleg a Middlesbrough FC középpályása. A széleken segíti a támadásokat, ballábas játékos.
A Middlesbrough saját nevelésű játékosa. 2001-ben írta alá profi szerződését a klubbal, majd 8 ott eltöltött év után 2009 nyarán az Aston Villa csapatához igazolt, ugyanis a Middlesbrough a szezon végén kiesett az élvonalból. 2011 nyarán a Liverpool FC figyelt fel rá és 20 millió fontért leigazolta.

## Pályafutása

### Middlesbrough FC
Downing Midlesbrough-ban született.Labdarúgó pályafutás Midlesbrough-ban kezdte 2001-ben, a helyi csapatban. A csapatban debütált 2002. április 24-én Ipswich Town vesztettek {1–0-ra} ellen.A bemutatkozó szezonban három meccset játszott. 2002. október 1-jén a Ligakupában a Brentford FC ellen {4–1} ellen rúgta az első gólját. 2003. október 29-én kölcsönadták a Sunderlandnek.
2003. november 4-én rúgta az első gólját a Sunderland mezében a Gillingham FC ellen.
A 2004–05-ös szezonban érkezett vissza Middlesbrough-hoz. A 2005–06-os szezonban csapata bejutott az UEFA-kupa-döntőbe, de ott elvesztették a meccset 4–0-ra Sevilla FC ellen. 2008. február 26-án aláírt egy új, öt évre szóló szerződést.

### Liverpool FC
2011 júliusában 22 millió fontért a szintén angol első osztályú Liverpoolhoz szerződött.

### A válogatottban
A nemzeti válogatottban 2005. február 9-én játszott először Hollandia ellen.

## Statisztika
| Klub                    | Szezon  | Liga | Liga | FA-kupa | FA-kupa | Liga kupa | Liga kupa | Európa | Európa | Egyéb | Egyéb | Összesen | Összesen |
| Klub                    | Szezon  | Mérk | Gól  | Mérk    | Gól     | Mérk      | Gól       | Mérk   | Gól    | Mérk  | Gól   | Mérk     | Gól      |
| ----------------------- | ------- | ---- | ---- | ------- | ------- | --------- | --------- | ------ | ------ | ----- | ----- | -------- | -------- |
| Middlesbrough FC        | 2007–08 | 38   | 9    | 5       | 1       | 2         | 0         | 0      | 0      | 0     | 0     | 44       | 10       |
| Middlesbrough FC        | 2006–07 | 34   | 2    | 8       | 0       | 0         | 0         | 0      | 0      | 0     | 0     | 42       | 2        |
| Middlesbrough FC        | 2005–06 | 12   | 1    | 5       | 0       | 0         | 0         | 9      | 0      | 0     | 0     | 26       | 1        |
| Middlesbrough FC        | 2004–05 | 35   | 5    | 2       | 0       | 2         | 0         | 9      | 1      | 0     | 0     | 48       | 6        |
| Sunderland (kölcsönben) | 2003–04 | 7    | 3    | 0       | 0       | 0         | 0         | 0      | 0      | 0     | 0     | 7        | 3        |
| Middlesbrough FC        | 2003–04 | 20   | 0    | 2       | 0       | 2         | 0         | 0      | 0      | 0     | 0     | 24       | 0        |
| Middlesbrough FC        | 2002–03 | 2    | 0    | 0       | 0       | 1         | 1         | 0      | 0      | 0     | 0     | 3        | 1        |
| Middlesbrough FC        | 2001–02 | 3    | 0    | 0       | 0       | 0         | 0         | 0      | 0      | 0     | 0     | 3        | 0        |
| Összesen                |         | 148  | 17   | 22      | 1       | 7         | 1         | 17     | 1      | 0     | 0     | 191      | 23       |